# Нефелінові руди
Нефелінові руди — руди, які містять нефелін. За якістю поділяються на три сорти.

## Загальний опис
Перший сорт — високоякісні руди, які містять 60–90 % нефеліну і 10–15 % піроксену (егірину) і не містять польових шпатів. Ці руди характеризуються вмістом Al2O3 більше 26 %, лугів (R2O) більше 10 %, SiO2 менше 45 % і Fe2O3 менше 5 %. Руди першого сорту можуть перероблюватись на глинозем без попереднього збагачення.
Другий сорт — нефелін-плагіоклазові руди, які містять 10–50 % нефеліну (22–25 % Al2O3, 8–12 % R2O, і 7–10 % і Fe2O3). Руди другого сорту потребують попереднього механічного збагачення з метою видалення темнокольорових мінералів, які містять залізо.
Третій сорт — висококремнисті нефелін-польовошпатні руди (нефелінові сієніти), які складаються на 10–30 % з нефеліну, лужних польових шпатів і темнокольорових компонентів (18–24 % Al2O3, 10–14 % R2O, і 2–7 % Fe2O3). Руди третього сорту потребують попереднього хімічного збагачення з метою зменшення вмісту SiO2.
Нефелінові руди і концентрати перероблюються на глинозем методом спікання з вапняком в обертових печах при температурі 1250–1350 °С. Спік після дроблення вилуговується. У розчин переходять алюмінати натрію і калію, алюмінатний розчин карбонізується для розкладення алюмінатів натрію і калію, при цьому гідроксид алюмінію переходить у осад, а сода і поташ залишаються у розчині. Відфільтрований і прогартований гідроксид алюмінію є товарним продуктом (глиноземом).

## Використання
Нефелінові руди — комплексна сировина у виробництві глинозему, цементу, соди, поташу та сульфату калію. Відомо також про використання нефеліну у виробництві коагулянтів для очищення питної та стічних вод. В металургії нефелін використовують в якості розріджувача металургійних шлаків або для часткової заміни плавикового шпату при виплавленні сталі в конверторах.
Перспективне використання нефелінових порід в скляній та керамічній галузях промисловості.